# (38430) 1999 RG232
1999 RG232 (asteroide 38430) é um asteroide da cintura principal. Possui uma excentricidade de 0.16199060 e uma inclinação de 9.57325º.
Este asteroide foi descoberto no dia 9 de setembro de 1999 por LONEOS em Anderson Mesa.